# The Venus Project
Il Venus Project (IPA: [ðə ˈviː.nəs ˈprɒdʒ.ekt]) è un'organizzazione che punta a realizzare la Resource-Based Economy.

## Storia
Dall'inizio degli anni ottanta, Jacque Fresco, dopo aver acquistato otto ettari e mezzo di terra nell'area di Venus, in Florida, decise di costruire un centro di ricerca, con l'aiuto della sua socia Roxanne Meadows e di alcuni amici.
Nel 1994, ad anticipare gli obiettivi e le proposte del Venus Project è stato il documentario The Venus Project: The Redesign of a Culture; l'anno seguente venne pubblicato l'omonimo saggio che accompagnò la fondazione dell'organizzazione da parte di Fresco e della Meadows, che ne è stata la cofondatrice.
Nel 2001, il Venus Project ha prodotto il documentario Welcome to the Future.
Nel 2002, il Venus Project ha pubblicato il saggio The Best That Money Can't Buy: Beyond Politics, Poverty & War, scritto da Jacque Fresco, in cui si delinea il tipo di società che il TVP intende mettere in piedi; nello stesso anno, sono stati prodotti due documentari brevi: Cities in the Sea e Self-Erecting Structures.
Nel 2007, il Venus Project ha pubblicato il saggio Designing the Future, scritto da Jacque Fresco, e un breve documentario omonimo.
Nell'ottobre 2008, con la proiezione e la diffusione online del web film Zeitgeist: Addendum di Peter Joseph, il TVP ha ottenuto, per la prima volta, grande visibilità; nel 2009, visto il successo riscosso dal documentario, Joseph ha deciso di fondare il Movimento Zeitgeist che, da quel momento, inizia ad essere il braccio attivista del Venus Project.
Nel 2010, il Venus Project, con il sostegno logistico del Movimento Zeitgeist, ha compiuto un tour di ventisei seminari in venti Paesi del mondo.
Il 15 gennaio 2011 è stato diffuso Zeitgeist: Moving Forward, che ha dato ulteriore spazio e visibilità al TVP, ma nell'aprile dello stesso anno, il Venus Project e il Movimento Zeitgeist hanno deciso di interrompere la loro collaborazione; date le circostanze, il TVP ha ritenuto di dare vita al TVP Global Activism, composto da team di supporter che promuovono e diffondono gli obiettivi e le proposte a livello nazionale, ma che si tengono in contatto a livello mondiale.
Il 30 marzo 2012, il Venus Project ha caricato su YouTube il documentario Paradise or Oblivion. Nel gennaio 2016, ha pubblicato il documentario The Choice is Ours.

## Economia basata sulle risorse
Jacque Fresco ha ideato il termine e il significato di Resource-Based Economy (RBE o "economia basata sulle risorse"), che altro non è che il piano che il Venus Project propone per superare l'attuale sistema economico (capitalismo) basato sulla scarsità delle risorse.
È un sistema socioeconomico nel quale i beni e i servizi sono disponibili senza l'uso di denaro, credito, baratto, debito o schiavismo. La premessa sulla quale si basa questo sistema è che la Terra è ricca di risorse e la pratica di razionarle attraverso i metodi monetari è inappropriata e controproducente per la sopravvivenza stessa del genere umano.

In questa società, tutte le risorse verrebbero considerate patrimonio comune dell'umanità e l'obiettivo sarebbe quello di accrescere lo standard di vita di tutte le persone.

## Missione
Al fine di arrivare ad una fase di transizione dall'attuale sistema all'economia basata sulle risorse, il Venus Project sta lavorando a un lungometraggio che mostri la vita all'interno dell'RBE.

## Pubblicazioni
- The Venus Project: The Redesign of a Culture, 1995
- The Best That Money Can't Buy: Beyond Politics, Poverty & War, 2002
- Designing the Future, 2007

## Filmografia
- The Venus Project: The Redesign of a Culture, 1994
- Welcome to the Future, 2001
- Cities in the Sea, 2002
- Self-Erecting Structures, 2002
- Designing the Future, 2006
- Paradise or Oblivion, 2012
- The Choice is Ours, 2016